# Federazione di rugby a 15 dell'eSwatini
La Federazione di rugby a 15 dell'eSwatini (in inglese eSwatini Rugby Union) è l'organo che governa il rugby a 15 nell'eSwatini, precedentemente noto come Swaziland.
Affiliata all'International Rugby Board, è inclusa fra le nazionali di terzo livello senza esperienze di Coppa del Mondo.